# Regiões do Turcomenistão
O Turquemenistão está dividido em cinco regiões, ou welaýatlar (singular welaýat ) e uma capital ( şäher ) com estatuto jurídico provincial. As regiões são Ahal, Balkan, Dashoguz, Lebap e Mary, além da capital Ashgabat . Cada província é dividida em distritos . Em 20 de dezembro de 2022, havia 37 distritos ( em turcomeno:  etraplar, singular etrap ), 49 cidades ( em turcomeno:  şäherler, singular şäher   ), incluindo 7 cidades com status de distrito ( em turcomeno:  etrap hukukly   ), 68 cidades ( em turcomeno:  şäherçeler, singular şäherçe   ), 469 conselhos rurais (unidades municipais rurais, em turcomeno:  geňeşlikler, singular geňeşlik   ) e 1.690 aldeias (assentamentos rurais em turcomeno:  oba ilatly ýerler   ) no Turcomenistão.

## Regiões
| Nome     | Capital      | Área                     | População | Mapa |
| -------- | ------------ | ------------------------ | --------- | ---- |
| Ahal     | Arkadag      | 97 160 km² (37 500 mi²)  | 886,845   |      |
| Asgabate | Independente | 470 km² (181 mi²)        | 1,030,063 |      |
| Balkan   | Balkanabat   | 139 270 km² (53 800 mi²) | 529,895   |      |
| Daşoguz  | Dashoguz     | 73 430 km² (28 400 mi²)  | 1,550,354 |      |
| Lebap    | Turkmenabat  | 93 727 km² (36 200 mi²)  | 1,447,298 |      |
| Mary     | Mary         | 87 150 km² (33 600 mi²)  | 1,613,386 |      |